# Rudolf Tillian
Rudolf Tillian (* 24. September 1913; † 7. August 2013) war ein österreichischer Politiker (SPÖ). Er war langjähriges Mitglied des Kärntner Landtages, dem er 17 Jahre als Landtagspräsident vorstand. Neben seiner Rolle in der Landespolitik war er als Bürgermeister von Möschach und Hermagor sowie als leitender Funktionär des Kärntner- und des Österreichischen Gemeindebundes ein einflussreicher Kommunalpolitiker.

## Biographie
Rudolf Tillian wurde 1913 im Gailtal als jüngstes von neun Kindern einer landwirtschaftlich tätigen Familie geboren. Von 1941 bis 1945 diente er der Wehrmacht am Balkan, an der Westfront, in Afrika und Griechenland. Im Juni 1945 kehrte er aus der Kriegsgefangenschaft zurück.
Sein politisches Engagement begann er in der damals noch eigenständigen Gemeinde Möschach (heute ein Teil von Hermagor), der er von 1950 bis 1958 als deren letzter Bürgermeister vorstand. Nach der Eingemeindung von Möschach war er von 1958 bis 1973 und erneut von 1979 bis 1981 Bürgermeister von Hermagor. 1950 war Tillian dem in den Bundesrat berufenen Hans Herke als Abgeordneter zum Kärntner Landtag nachgerückt, dem er für die Dauer von sieben Legislaturperioden angehörte. Von 1953 bis 1962 hatte er das Amt des Dritten Landtagspräsidenten inne, danach hatte er bis zu seinem Ausscheiden aus der Landespolitik 1979 das Amt des Ersten Landtagspräsidenten inne. Die vielleicht nachhaltigste Initiative im Rahmen seiner Bürgermeistertätigkeit ist die Entwicklung des Schigebietes Nassfeld (heute das größte Skigebiet Kärntens). Zu den für das Bundesland besonders prägenden Ereignissen während seiner Amtsführung sowohl als Landtagspräsident als auch als Bezirksobmann des SPÖ Hermagor gehören die Tumulte um die versuchte Lösung des Ortstafelstreit durch Bundeskanzler Bruno Kreisky und Landeshauptmann Hans Sima 1972, die letztlich zum sogenannten Ortstafelsturm und dem Rücktritt des Landeshauptmannes führten. Nachdem Sima seinen Rücktritt gegen das Drängen seiner Parteikollegen lange hinausgezögert hatte, verlas Rudolf Tillian schließlich am 12. April 1974 in Abwesenheit des Landeshauptmannes dessen Demissionserklärung im Landtag und beauftragte den stellvertretenden (und bald darauf gewählten) Landeshauptmann Leopold Wagner mit der Führung der Amtsgeschäfte. Tillian galt als enger Vertrauter Wagners. Innerhalb der SPÖ vertrat Tillian eine konservative Linie, 1992 war er Festredner beim umstrittenen Ulrichsbergtreffen. Als 1988 mit der Amtsübernahme von Peter Ambrozy ein Generationenwechsel im Amt des Landeshauptmannes stattfand, kommentierte Tillian dies mit den Worten „Frontkämpfer ist er keiner. Aber zumindest sein Vater war einer.“
Neben seiner Tätigkeit als Bürgermeister und Landtagspräsident hatte Tillian noch zahlreiche weitere Ämter inne. Von 1958 bis 1979 war er Präsident des Kärntner Gemeindebundes und von 1962 bis 1982 Zweiter Vizepräsident des Österreichischen Gemeindebundes. Außerdem war er Vizepräsident der Landwirtschaftskammer Kärnten, Bundesobmann des Österreichischen Arbeitsbauernbundes („SPÖ-Bauern“) sowie Mitglied im Aufsichtsrat der Kelag, im Vorstand der Österreichischen Bauernkasse und der Bauernpensionsversicherung sowie Mitglied der Europäischen Kommunalkonferenz in Straßburg. Für seine Tätigkeiten erhielt Tillian zahlreiche Ehrungen, darunter das Große Goldene Ehrenzeichen mit dem Stern für Verdienste um die Republik Österreich, den Kärntner Landesorden in Gold, den Ehrenring und die Ehrenbürgerschaft der Stadtgemeinde Hermagor, die Ehrenpräsidentschaft des Kärntner Gemeindebundes, die Ehrenmitgliedschaft des Österreichischen Gemeindebundes und den Berufstitel Ökonomierat (ÖR).
Rudolf Tillian war seit 1944 mit seiner Gattin Elisabeth verheiratet. Das Paar hatte drei Kinder. Er verstarb kurz vor seinem 100. Geburtstag in seiner Heimat. Sein Sohn Karl Tillian war bis 2015 SPÖ-Vizebürgermeister von Hermagor und ist seither mit einer unabhängigen Liste kommunalpolitisch aktiv.